# 申婕妤
申婕妤（?—?），中国南北朝南朝陈宣帝陈顼的妃嫔，封为婕妤。
申婕妤生下陈顼第二十四子陈叔俭、陈顼第二十五子陈叔澄、陈顼第二十七子陈叔韶、陈顼第三十四子陈叔匡。陈叔俭被封为南安王，陈叔澄被封为南郡王，陈叔韶被封为岳山王，陈叔匡被封为太原王。
祯明三年（589年）正月，陈朝灭亡后，陈叔俭、陈叔澄、陈叔韶、陈叔匡和大哥陈叔宝一起归顺隋朝，被隋朝迁入关中。陈叔俭、陈叔韶在长安去世。陈叔澄官至灵武县令，陈叔匡官至寿光县令。